# Allianz-Haus Bremen
Das Allianz-Haus, ist ein Geschäftshaus in Bremen-Mitte, Sögestraße 59/61, Am Wall 144/146 und Herdentorswallstraße 28. 
Das Gebäude steht seit 1980 unter Bremer Denkmalschutz.

## Geschichte
An der westlichen Ecke Am Wall/Herdentor/Sögestraße folgte nach einer ersten Bebauung im 18. Jahrhundert ein dreigeschossiger Neubau von 1880 als Geschäftshaus nach den Plänen von Heinrich Müller im Stil der historisierenden Gründerzeit. Hier residierte nun die Freimaurerloge Friedrich Wilhelm, die von den Nationalsozialisten um 1933 aufgelöst wurde. Das Haus wurde um 1944 kriegszerstört.
Es folgte von 1950 bis 1951 nach Plänen von Heinz Logemann ein viergeschossiger Neubau mit Walmdach im Stil der sachlichen Nachkriegsarchitektur mit Arkaden zum Wall und zum Herdentor. „Das Gebäude gibt sich betont klassisch traditionell“ zitiert der Weser-Kurier. Bauherr war die Allianz-Versicherung AG. Die Decke der Arkaden zur Westseite ziert ein Fresko mit Kranichen von Felix Uhlig. Das sechste Geschoss setzt sich durch seine größere Verglasung vom Baukörper angenehm ab. 
Neben der Allianz waren noch sechs weitere Mieter im Gebäude. Im Erdgeschoss befand sich ursprünglich der Juwelier Wilkens und Danger und im 1. Obergeschoss hatte das Gardinen- und Teppichhaus Hatke noch Ausstellungsräume. In den 1960er Jahren wurde das Gebäude um zwei Geschosse aufgestockt und der Haupteingang zur Straße Am Wall verlegt. 
Heute hat die Allianz Versicherung hier immer noch ihre Filialdirektion Bremen, zudem residierte hier seit um 1985 bis 2020 die swb AG (früher Stadtwerke Bremen) mit ihrem Kundencenter. Im Erdgeschoss befand sich einige Jahre das energiecafé. Weiterhin sind Rechtsanwälte und Dienstleister als Mieter im Haus.